# National Association for the Advancement of Colored People
A National Association for the Advancement of Colored People (gyakran NAACP-nek rövidítik, magyarul Országos Szövetség a Színesbőrűek Felemelkedéséért) az egyik legrégebbi és legbefolyásosabb polgárjogi szervezet az Amerikai Egyesült Államokban. Az NAACP-t 1909. február 12-én alakította W. E. B. Du Bois, Ida B. Wells,  Archibald Grimké, Henry Moskowitz, Mary White Ovington, Oswald Garrison Villard és William English Walling, hogy az afro-amerikaiak jogaiért küzdjön. A társaság neve, melyet a hagyomány jegyében tartottak meg, egyike a „colored people” („színes [bőrű] emberek") kifejezés utolsó fennmaradt használatának. A társaságnak a marylandi Baltimore-ban van a központja.

## Szervezet
Az NAACP központja Baltimore-ban van, a regionális irodák Kaliforniában, New Yorkban, Michiganben, Missouriban, Georgiában és Texasban vannak. A regionális irodák felelősek a hozzájuk tartozó államokban rendezett konferenciák koordinálásáért. A helyi, ifjúsági és főiskolai fiókok szervezik a tagok számára az egyedi programokat.
2007-ben az NAACP-nek körülbelül 400 000 fizető és nem fizető tagja volt.

## Fordítás
- Ez a szócikk részben vagy egészben a National Association for the Advancement of Colored People című angol Wikipédia-szócikk ezen változatának fordításán alapul.  Az eredeti cikk szerkesztőit annak laptörténete sorolja fel. Ez a jelzés csupán a megfogalmazás eredetét és a szerzői jogokat jelzi, nem szolgál a cikkben szereplő információk forrásmegjelöléseként.

## Külső hivatkozások
- Hivatalos honlap